# Szopornyica
A szopornyica elsősorban a kutyák fertőző vírusos megbetegedése, amely gyakran az állat pusztulásával jár. A kutyaféléken (házikutya, farkas, róka) kívül a fertőzést elkaphatják a menyétfélék, pandák, egyes főemlősök, a nagymacskák és a házimacska is, de utóbbiakban lefolyása tünetmentes. Az emberre nem jelent veszélyt.
A kutya esetében a betegség több szervet is érinthet, megtámadhatja az emésztőrendszert, a légzőszerveket vagy az idegrendszert. Jellemző tünetei a magas láz, a szem kötőhártya-gyulladása, szem- és orrváladékozás, reszelős légzés és köhögés, hányás és hasmenés, étvágytalanság és letargia, valamint az orr és a talpak elszarusodása, megkeményedése. Előrehaladott stádiumban súlyos idegrendszeri tünetek jelentkezhetnek. A betegséget másodlagos bakteriális fertőzések kísérhetik.
A kórokozó a kutya-morbillivírus (vagy szopornyicavírus), a Paramyxoviridae családba tartozó, egyszálú RNS-vírus (ugyanebbe a családba tartozik a kanyaró vagy a mumpsz kórokozója). A betegség igen fertőző és többnyire szájon át vagy cseppfertőzéssel terjed. A fiatal kutyák akár 80%-a elhullhat a fertőzést követően; a felnőtt állatok esetén ez kb. 30-50%. A görények esetén a halálozás közel 100%-os. A szopornyica a védőoltás kifejlesztése előtt a kutyák egyik legtöbb áldozatot szedő fertőző megbetegedése volt és a vakcinációs programok ellenére számos térségben ma is gyakran előfordul.

## Tünetek
A szopornyica jelei igen változatosak lehetnek, az enyhe felső légúti tünetektől kezdve (amely nagyon hasonlít a kennelköhögésre) a súlyos tüdőgyulladásig.
A betegség általában magas lázzal (39,5-40,5 °C) kezdődik, és az érintett szervrendszerek alapján kiütéses, hurutos vagy neurológiai formát ölthet. Ezek önállóan is előfordulhatnak, de az állat valamennyi változaton is áteshet. A kiütéses formától a kutya viselkedése megváltozik, bágyadt, levert lesz, étvágytalan, hány, hasmenésben szenved. Egy-két napon belül hasán és combjainak belső felületén vöröses foltok keletkeznek, amelyeken gennyes hólyagokká fejlődhetnek. Ez a szakasz egy-két napig tart, ezt követően a kutya látszatra újra egészséges, élénk. 3-8 nap múltán azonban újra belázasodhat, a szopornyica második stádiumába kerülhet. Ez az úgynevezett hurutos változat, amelyet elsősorban szem- és orrváladékozási tünetek kísérnek, s ezekhez mandula- és torokgyulladás társul. Az állat köhög, orrából és szeméből ragadós, sárgásfehér váladék ürül, légzési nehézségei lehetnek, gyomor- és bélgyulladás, illetve tüdőgyulladás is kialakulhat. A felsorolt tünetek együttesen is jelentkezhetnek, vagy bármilyen sorrendben követhetik egymást.
A központi idegrendszer érintettsége esetén lokális izomrángások, rángógörcsök jelentkeznek (például az állkapocsnál, ún. "rágógumizási roham"). A betegség előrehaladtával az izomrángások epilepsziaszerűen az egész testre kiterjednek és végül az állat elpusztul. Az egyéb idegrendszeri tünetek közé tartozik a fényérzékenység, koordinálatlan mozgás, körbenjárás, túlérzékenység érintéssel vagy fájdalommal szemben. Ritkábban vakság és bénulás is felléphet.

### Maradandó jegyek
A szopornyicát átvészelő kutya egész életén át tartó utóhatásoktól szenvedhet. A leggyakoribb ilyen tünet a talpak és az orrtükör hiperkeratinizációja, elszarusodása. Jellemző a fogzománc sérülése miatti sárgásbarnás fogazat (különösen a nem teljesen kifejlett fogzománcú kölykök esetében, amikor a vírus elpusztítja a zománcot előállító sejteket).
A betegség neurológiai változata után süketség, vakság, a végtagok vagy az állkapocs remegése, a hátulsó rész bénulása stb. maradhat hátra.

## A kórokozó
A szopornyicát a kutya-morbillivírus (régebbi nevén szopornyicavírus) okozza, amely a Paramyxoviridae családba tartozó, egyszálú RNS-genommal rendelkező vírusfaj. Közeli rokonai okozzák a kanyarót emberben vagy a keleti marhavészt patásokban.
A vírus a kutyaféléket (kutya, róka, farkas, nyestkutya), menyétféléket (menyét, görény, nyest, nyérc, borz, vidra stb.), a mosómedveféléket (mosómedve, ormányos medve), macskamedveféléket (vörös macskamedve), medveféléket, ormányosokat (indiai elefánt), egyes főemlősöket (pl. japán makákó), cibetmacskaféléket, hiénaféléket, fókaféléket és a macskaféléket képes megfertőzni. 2015-ben egy kínai rezervátumban a 22 óriáspandából 6 megfertőződött szopornyicával és 5 el is pusztult.

## A betegség lefolyása

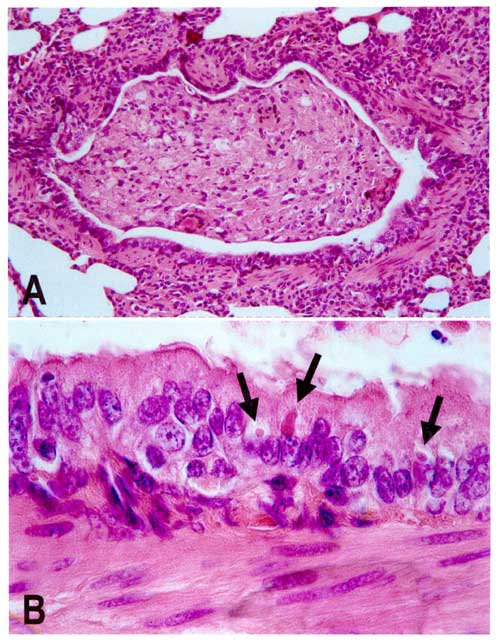
Szopornyicával fertőzött afrikai vadkutya tüdejének szövettani képe

A kórokozó cseppfertőzéssel vagy a testfolyadékokkal (szem- és orrváladék), vizelettel, széklettel terjed, általában a fertőzés utáni 6-22 naptól. Nem marad sokáig életképes a környezetben, de a szennyezett étel vagy ital így is fertőzhet. A fertőzés után 3-6 nappal láz léphet fel, majd maga a betegség a 14-18. napon kezdődik.
A kutya-morbillivírus a nyirok-, hám- és idegszövetekben szaporodik. Kezdetben többnyire a légzőszervek nyirokrendszerét támadja meg, majd a vérkeringésbe belépve átterjed a légző, emésztő-, kiválasztó szervekre, és a központi idegrendszerre. A betegség tipikus szövettani megjelenési formái a fehérvérsejtek számának csökkenése (ami immunszupressziót okoz és másodlagos fertőzések léphetnek fel) intersticiális tüdőgyulladás, demielinációs agyvelőgyulladás, valamint az orr és a talppárnák hiperkeratózisa.
A kórokozó először, két nappal a fertőzés után a nyaki nyirokcsomókban és a mandulákban mutatható ki. Utána a második-harmadik napon belép a véráramba. A 3-8 napon magas láz jelentkezik, amely együtt jár a fehérvérsejtszám (főleg a limfociták) és a vérlemezkeszám csökkenésével. A tüneteket étvágytalanság, orr- és szemváladékozás kísérheti. Ez az első lázas állapot általában négy napon belül elmúlik, majd a 11-12. napon újabb láz lép fel, amely legalább egy hétig tart. Emésztőszervi és légzőszervi tünetek jelentkeznek, amiket másodlagos baktériumfertőzés komplikálhat. Ezt az agy és a gerincvelő gyulladása (encephalomyelitis) kísérheti vagy követheti. Ebben a fázisban vastagodik meg az orrtükör és a talpak szarurétege. A betegség a felnőtt kutyák valamivel kevesebb mint a felét pusztítja el, de a kölykök esetében (különösen a 3-6 hónaposak érzékenyek) akár 80%-ban halálos.

## Megelőzés

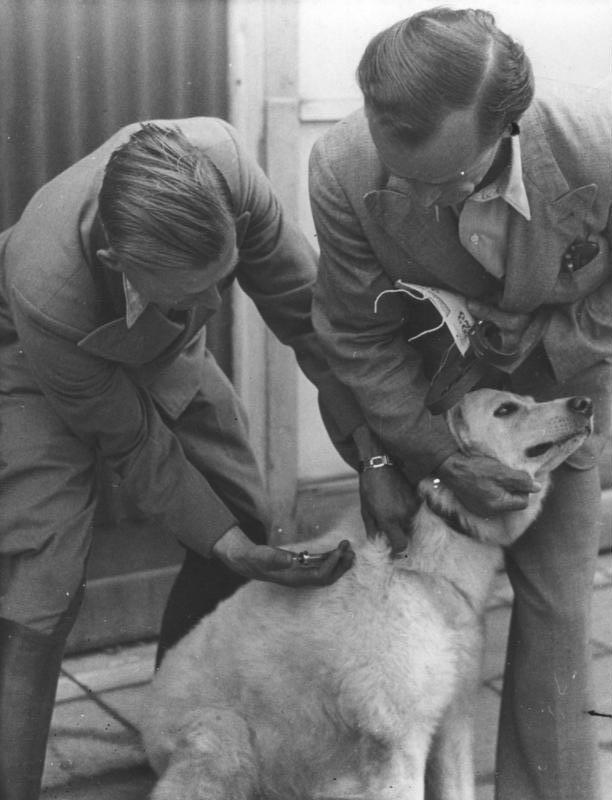
Kutya oltása szopornyica ellen

A betegség elleni védőoltás hozzáférhető egyedileg vagy más vakcinákkal (fertőző májgyulladás, leptospirózis, parvovírusos bélgyulladás ellen) együtt kombinációban. A szopornyicaoltás sok országban kötelező, Magyarországon ajánlott. A beteg állatokat többhónapos karanténba kell zárni, mert sokáig ürítik a vírust. A környezetbe kikerült kórokozó a fertőtlenítőszeres, mosószeres tisztítás során vagy a teljes kiszáradás után elpusztul. Szobahőmérsékleten általában csak néhány órát bír ki, de hideg (fagypont közeli), sötét helyen több hétig is életben maradhat.
Az általános vakcináció ellenére a szopornyica továbbra is jelen van a fejlett országokban is, bár inkább csak az elhanyagolt vagy kóbor kutyákat érinti. Szopornyicásak lehetnek a vadállatok (pl. róka) is.
A megfelelő immunitást egy oltássorozat biztosítja, amelyet általában 6-8 hetes kölykökkel kezdenek el, majd 2-4 hetenként megismételnek 16 hetes korig. Ezután évente emlékeztető oltás szükséges. Mivel a kölyköket jellemzően 8-10 hetesen adják el, az első oltást a tenyésztőnél kapják, de a sorozatot a gazdájuknál kell befejezni. A teljes sorozat nélkül a vakcina nem véd megbízhatóan a megbetegedés ellen.

## Kezelés
A szopornyica ellen nincs specifikus kezelés, csak a tüneteket lehet enyhíteni. Ez általában folyadékpótlást, fájdalomcsillapítókat, görcsoldókat, lázcsillapítókat és a másodlagos baktériumfertőzést leküzdő antibiotikumokat jelent.

## Története
A szopornyica első európai említése 1761-ből, Spanyolországból származik. Az angol Edward Jenner 1809-ben leírta a betegséget, a francia Henri Carré pedig 1905-ben megállapította, hogy kórokozója egy vírus (bár az angolok 1926-ig vitatták felfedezését).
Az első védőoltást az olasz Puntoni fejlesztette ki. 1923-ban és 1924-ben kiadott közleményei szerint szopornyicában elpusztult kutyák agyszövetét formalinnal neutralizálva hozta létre a vakcinát, amely sikeresen megakadályozta a betegség kialakulását a beoltott kutyákban. A kereskedelemben kapható oltás csak az 1950-es években jelent meg.
A kutyák számos esetben megfertőzték a szopornyicával addig nem érintkezett vadállatokat. Észak-Amerikában a járvány hozzájárult ahhoz, hogy a feketelábú görény majdnem kipusztult; Ausztráliában pedig szintén jelentős szerepe volt az erszényes farkas kihalásában. Afrikában a vadkutyák között rendszeresek a járványok, 1991-ben pedig a Szerengeti oroszlánjainak ötöde hullott el szopornyica következtében. A vírus mutáns változata a fókák körében okoz pusztító járványokat.

## Fordítás
- Ez a szócikk részben vagy egészben  a   Canine distemper című angol Wikipédia-szócikk ezen változatának fordításán alapul.  Az eredeti cikk szerkesztőit annak laptörténete sorolja fel. Ez a jelzés csupán a megfogalmazás eredetét és a szerzői jogokat jelzi, nem szolgál a cikkben szereplő információk forrásmegjelöléseként.